# Chirita tubulosa
Chirita tubulosa är en tvåhjärtbladig växtart som beskrevs av William Grant Craib. Chirita tubulosa ingår i släktet Chirita och familjen Gesneriaceae. Inga underarter finns listade i Catalogue of Life.